# Boleró (tánc)

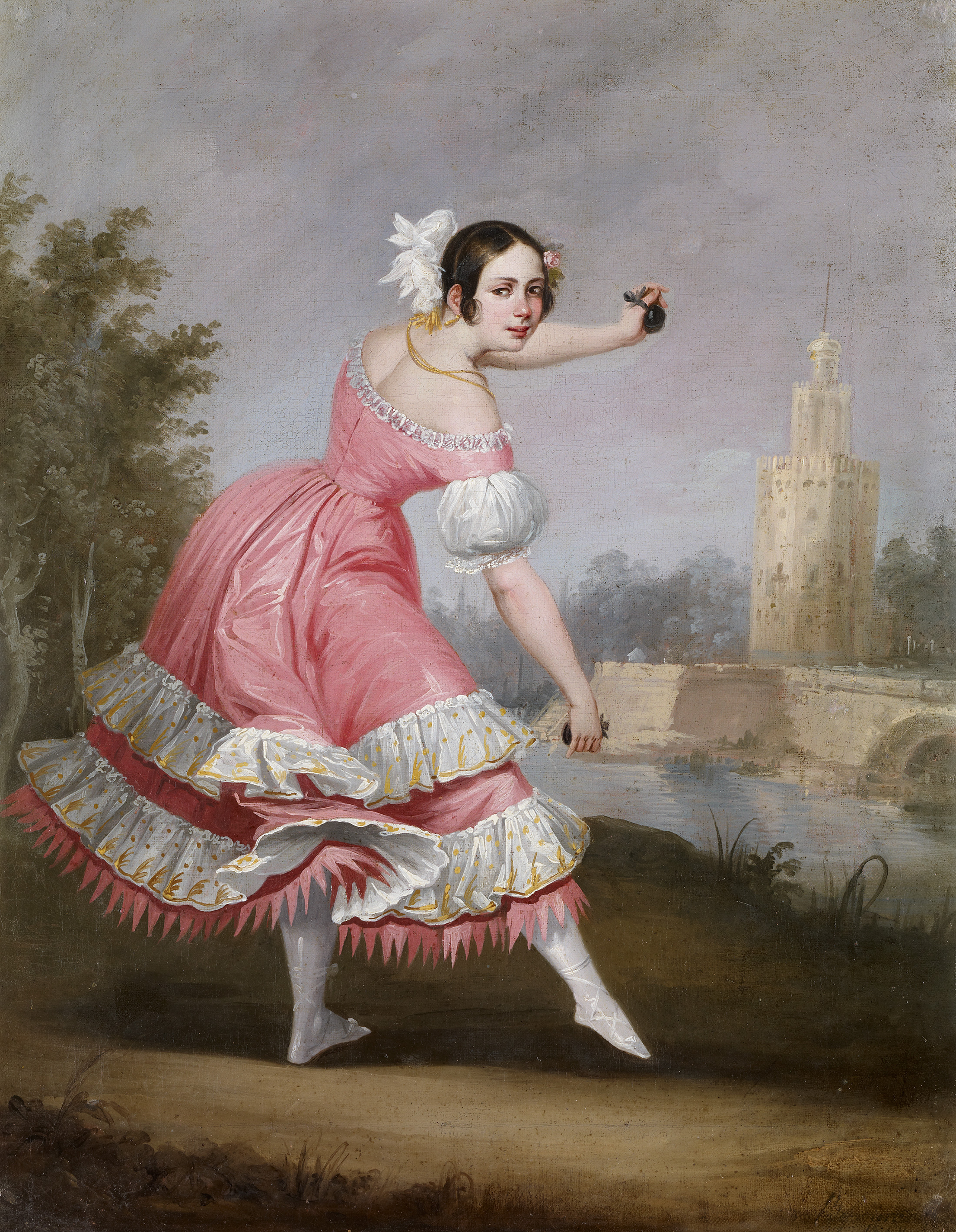

A boleró lassú tempójú, 3/4-es ütemű zenei forma, miképp a tánc is. A boleró Spanyolországból ered a XVIII. század végéről. Jellemzői kiállások és az éles forgások.
A tánc eredetileg a báltermek zenéje volt. Világszerte hatott a zeneszerzőkre, a legismertebb remekmű Maurice Ravel Boléroja.
Jól ismert Chopin bolerója (Op. 19), miképp Debussy La Soirée dans Grenada c. műve és Bizet Carmenjének Bolerója is.
Kubából kiindulva széles körben népszerűvé vált egész Latin-Amerikában a XX. századtól mindmáig.